# Allodape armatipes
Allodape armatipes är en biart som beskrevs av Heinrich Friese 1924. Allodape armatipes ingår i släktet Allodape och familjen långtungebin. Inga underarter finns listade i Catalogue of Life.